# DSA-271
La DSA-271 es una carretera perteneciente a la Red Secundaria de la Diputación Provincial de Salamanca que une la  DSA-270  con la localidad de Herguijuela de la Sierra.

## Origen y Destino
La carretera  DSA-271  tiene su origen en Herguijuela de la Sierra en la intersección con la carretera  DSA-270 , y termina en el casco urbano de Herguijuela de la Sierra, formando parte de la Red de carreteras de Salamanca.